# Herman Lukoff
Herman Lukoff (2 de mayo de 1923 – 24 de septiembre de 1979) fue un pionero de los ordenadores y socio del IEEE.
Lukoff nació en Filadelfia, Pensilvania, hijo de Aaron y Anna (Slemovitz) Lukoff.  Se graduó en la Escuela Universitaria de Ingeniería Eléctrica Moore de la Universidad de Pensilvania en 1943. Mientras estuvo en la Moore, ayudó a desarrollar los ordenadores ENIAC y EDVAC. Luego siguió a los co-inventores del ENIAC Eckert y Mauchly a la Electronic Control Company, la nueva empresa que crearon, que luego se convertiría en la Eckert-Mauchly Computer Corporation, que acabaría formando parte de la Remington Rand en 1950 y la Sperry Corporation en 1955. Lukoff ayudó a Eckert y Mauchly con el desarrollo del UNIVAC I, permaneciendo en la compañía hasta su muerte.
Lukoff Murió de leucemia el 24 de septiembre de 1979. En el momento de su muerte viva en Fort Washington, Pensilvania. Le sobrevivieron su mujer, Shirley Rosner Lukoff, sus tres hijos varones Arthur, Barry, y Andrew y su hija Carol.
Las memorias de Lukoff, De los Dits a los Bits, detallan sus experiencias de primera mano como observador del nacimiento de la industria del ordenador.